# معرية (إب)

تعديل مصدري - تعديل

معرية هي إحدى قرى عزلة بني محرم بمديرية إب التابعة لمحافظة إب، بلغ تعداد سكانها 655 نسمة حسب تعداد اليمن لعام 2004.